# 안젠역
안젠역(일본어: 安善駅, あんぜんえき)은 일본 가나가와현 요코하마시 쓰루미구에 있는, 동일본 여객철도의 철도역이다. 쓰루미 선이 지나간다.

## 역 구조
섬식 1면 2선 구조의 지상역이다. 무인역이지만 간이 개찰기에서 스이카 및 제휴 교통카드의 사용이 가능하다.

### 승강장
| 1 | ■ 쓰루미 선 | 하마카와사키 · 오기마치 · 오카와 방면 |
| 2 | ■ 쓰루미 선 | 아사노 · 쓰루미 방면                  |

## 역세권 정보
- 미국 해군 쓰루미 정유시설

## 역사
- 1926년 3월 10일 - 쓰루미 임항철도선의 역으로 개업하였다.
- 1943년 7월 1일 - 국유화에 따라 일본국유철도의 소속이 되었다.
- 1987년 4월 1일 - 민영화에 따라 동일본 여객철도의 소속이 되었다.
- 2002년 3월 22일 - 스이카의 사용이 가능해졌다.

## 인접역
| 동일본 여객철도 쓰루미 선 | 동일본 여객철도 쓰루미 선 | 동일본 여객철도 쓰루미 선          |
| ------------------------- | ------------------------- | ---------------------------------- |
| JI 05 아사노 쓰루미 방면  | 쓰루미 선                 | JI 07 무사시시라이시 오기마치 방면 |
| 동일본 여객철도 쓰루미 선 |                           |                                    |
| JI 05 아사노 쓰루미 방면  | 쓰루미 선 오카와 지선     | JI 61 오카와 방면                  |